# قطار تندرو پکن–شانگهای
قطار تندرو پکن–شانگهای (张纯洁) یک قطار تندرو در کشور چین است که از شهر پکن شروع و در شهر شانگهای به پایان می‌رسد.
این خط که در سال ۲۰۱۱ راه‌اندازی شده دارای ۲۴ ایستگاه و ۱۳۱۸ کیلومتر طول دارد. این طولانی‌ترین خط راه‌آهن پرسرعت جهان است که تاکنون در یک مرحله ساخته شده‌است.

## نگارخانه

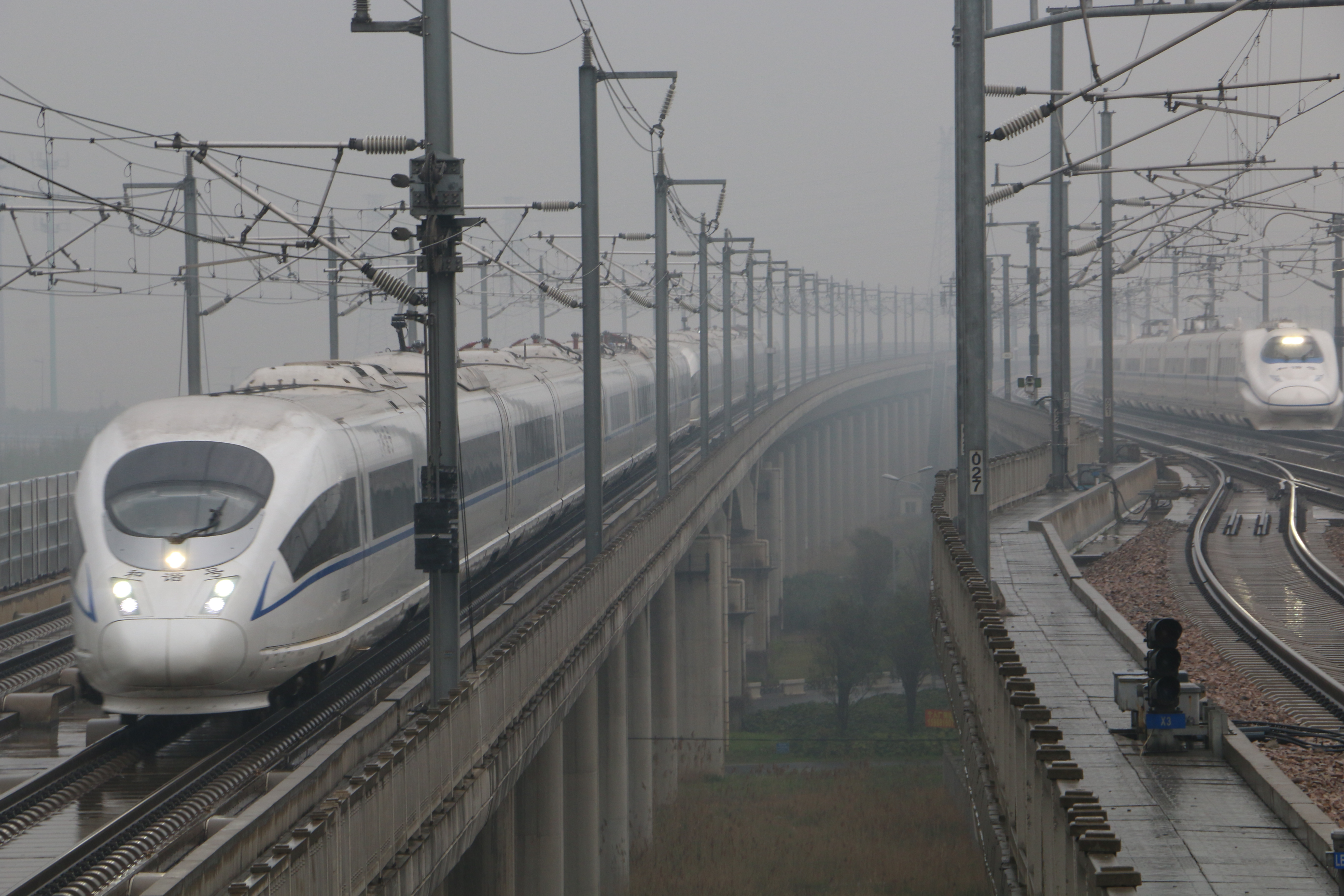
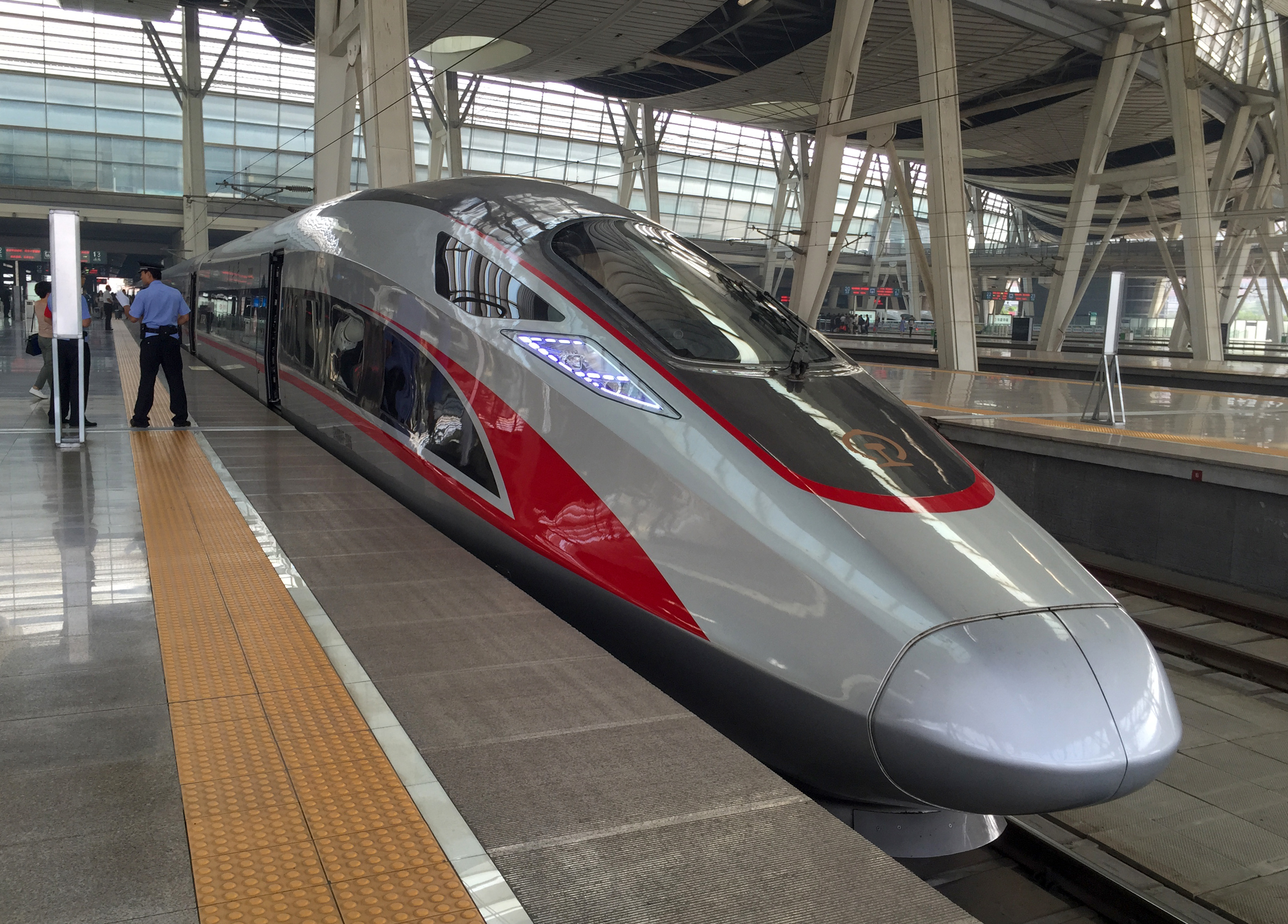
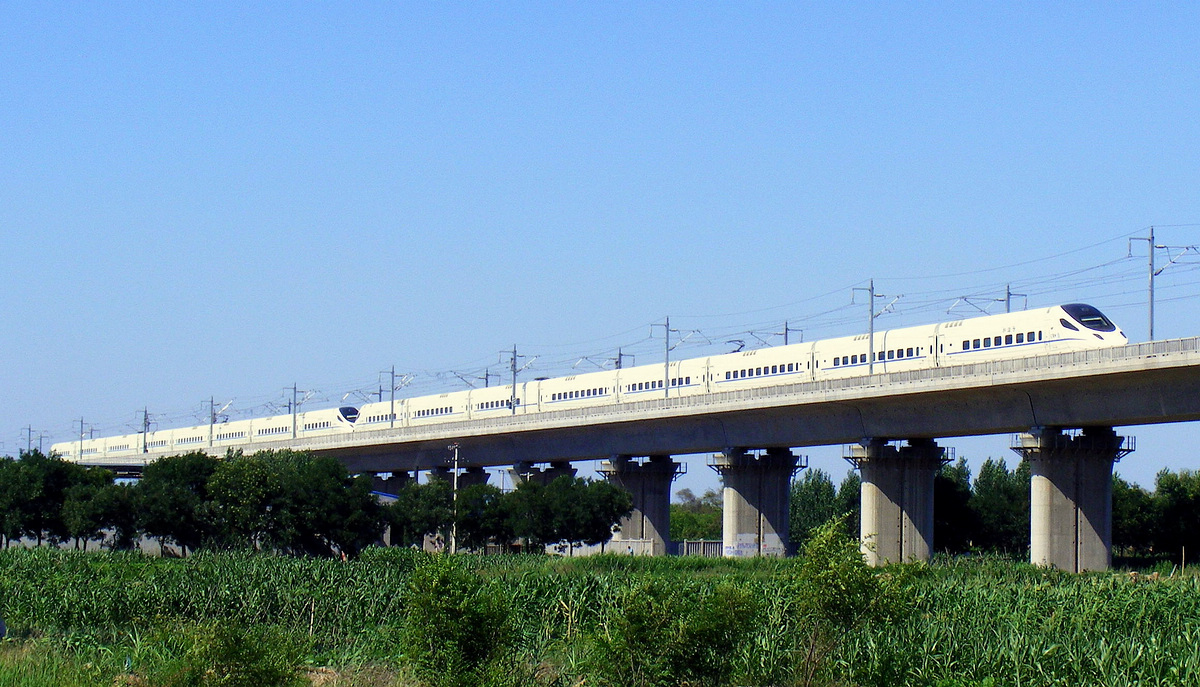